# 成沢道忠
成沢 道忠 (なりさわ みちただ) は、安土桃山時代の武将。最上家家臣。

## 略歴
氏家守棟の従兄弟として生まれる。
1570年代初頭の柏木山合戦の際には齢70にして成沢城の守衛を務めた。これは義光の、経験ゆたかな老将で守りを固め無駄な戦を避けようとせんという謀であったと伝わる。1585年の安保攻めでは五千騎を率いて敵の城へ押し寄せた。義光の死後は最上家当主となった家親を廃して、家親の異母兄にあたる清水義親を立てようとしたが、不成功に終わって陸奥国石田沢に逃亡した。
しかし、これらの伝承は、年令から考えると無理な話で、成沢氏の親子2～3代にわたる活躍を道忠一人のこととして、まとめて作られた可能性が指摘されている。

## 成沢氏
南朝:弘和3年/北朝:永徳3年（1383年）、最上直家の六男・兼義が成沢城を築城し、その所在名を取って成沢を称した。その後、成沢義総、成沢義佑、成沢義清（成沢義総の娘と氏家定直の間の子）、成沢道忠と続く。